# Henry R. Viets
Henry Rouse Viets (ur. 1890 w Lynn, zm. 5 lipca 1969) – amerykański neurolog, historyk medycyny, absolwent (1916) i wykładowca na Harvard Medical School. Specjalizował się w miastenii. Należał do komitetu redakcyjnego New England Journal of Medicine. Członek American Academy of Arts and Sciences, Massachusetts Historical Society, American Antiquarian Society, Colonical Society of Massachusetts, American Medical Association, Massachusetts Medical Society.